# Решётка (приток Исети)
Решётка — река в России, протекает по Свердловской области. Устье реки находится в 593 км по правому берегу реки Исети у посёлка Палкино, в черте города Екатеринбурга. Длина реки составляет 26 км, площадь водосборного бассейна — 178 км². Примерно в полутора километрах от устья ширина реки — 7 м, глубина — 0,6 м. Большей своей частью река протекает между железнодорожными линиями Пермского и Казанского направлений Екатеринбургского узла. Дважды (в Новоалексеевском и Старых Решётах река пересекает старый Московский тракт и дважды (между ними) автостраду Екатеринбург-Пермь.
Высота устья — 251 м над уровнем моря.
Населённые пункты:
- село Новоалексеевское,
- деревня Старые Решёты,
- посёлок Северка,
- посёлок Палкино (вошёл в состав Екатеринбурга).

Притоки:
- ручей Студёный (правый)
- канал Чусовая — Исеть (правый),
- река Чаша (левый)[3],
- река Северка (левый).

## Данные водного реестра
По данным государственного водного реестра России, река Решётка относится к Иртышскому бассейновому округу, водохозяйственный участок реки — Исеть от истока до города Екатеринбурга, речной подбассейн реки — Тобол. Речной бассейн реки — Иртыш.
Код объекта в государственном водном реестре — 14010500512111200002721.